# Raul de Barros Fernandes
Raul de Barros Fernandes (Conceição do Turvo, 15 de março de 1922 – Belo Horizonte, 15 de agosto de 1983)  foi um político brasileiro do estado de Minas Gerais.  

## Início de vida, educação e carreira
Fernandes nasceu em Conceição do Turvo, atual Senador Firmino, em 15 de maio de 1922. Era filho de Antônio Amaro Fernandes, fundador da Casa Fernandes, e de Filomena Soares Barros. Casou-se com Cléa de Castro Fernandes, com quem teve 5 filhos: Raul, Antônio Amaro, Magno, Marcos e Mônica de Castro Fernandes.
Fez o curso secundário no Ginásio Estadual Raul Soares em Ubá. Em 1949, se tornou bacharel em direito pela Faculdade de Direito da Universidade Federal de Minas Gerais. Depois de advogar e desempenhar o Cargo de Secretário da Prefeitura de Senador Firmino, onde fundou e dirigiu, em 1954, o Ginásio Particular Nossa Senhora da Conceição, foi juiz de direito da Comarca de Lagoa Dourada.
Em 1962, candidatou-se a deputado estadual em Minas Gerais pelo PSP, tendo sido eleito para a 5ª legislatura na Assembleia, no período de 1963 a 1967.
Em 24 de maio de 1963, licenciou-se do cargo de deputado estadual para ocupar o cargo de Secretário de Estado de Interior e Justiça no governo de José de Magalhães Pinto, onde permaneceu até 4 de janeiro de 1964. Sendo substituído por João Luiz de Carvalho entre 25 de junho de 1965 e 2 de julho do mesmo ano.
Como deputado estadual, presidiu a Comissão Mista de Limites entre Minas e Espírito Santo e a Comissão de Redação em 1964. Foi membro das Comissões de Finanças, Orçamento e Tomada de Contas em 1963, de Agricultura, Indústria e Comércio em 1964, e de Constituição, Legislação e Justiça em 1966, tendo sido também vice-líder do Bloco Parlamentar Renovador em 1966. Exerceu as funções de advogado, diretor e corregedor administrativo do Instituto de Previdência dos Servidores do Estado de Minas Gerais.
Raul Fernandes morreu 15 de agosto de 1983, em Belo Horizonte, Minas Gerais.